# Кольбун
Кольбун (ісп. Colbún) — селище в Чилі. Адміністративний центр однойменної комуни. Населення — 3679 осіб (2002). Селище і комуна входить до складу провінції Лінарес і регіону Мауле.
Територія — 2899,9 км². Чисельність населення — 20 765 мешканців (2017). Щільність населення — 7,16 чол./км².

## Розташування
Селище розташоване за 38 км на південний схід від адміністративного центру області міста Талька та за 22 км на північний схід від адміністративного центру провінції міста Лінарес.
Комуна межує:
- на північному сході — з комуною Сан-Клементе
- на південному сході — з провінцією Неукен (Аргентина)
- на південному заході — з комуною Сан-Фабіан
- на заході — з комунами Лінарес, Лонгаві
- на північному заході — з комуною Єрбас-Буенас